# 봉화 축서사 괘불탱
봉화 축서사 괘불탱(奉化 鷲棲寺 掛佛幀)은 대한민국 경상북도 봉화군, 축서사에 있는 조선시대의 탱화이다. 2003년 8월 21일 대한민국의 보물 제1379호로 지정되었다.

## 개요
정면향의 입불상을 화면 전체에 가득 차도록 그리고 광배 주위로 화불과 보살상을 배치한 독존도 형식의 괘불화로서, 모시바탕에 그린 진채화(眞彩畵)이다. 원래는 보광전에 걸어두고 예배용으로 사용하였다고 하나 지금은 대웅전에 보관되어 있다.
홍련좌(紅蓮座)를 딛고 서 있는 주불은 오른 어깨를 드러내고서 왼 손을 가슴께로 올려 손바닥이 위를 향하도록 하고 오른 손을 무릎 아래로 내려, 마치 우견편단(右肩偏袒)에 항마촉지인(降魔觸地印)을 짓고 있는 석가모니불상과도 같은 모습을 하였다. 7등신대의 큰 키에 넓고 당당한 어깨를 한 건장한 체구와는 달리 얼굴과 손·발을 부드러운 선으로 작게 묘사하여 위엄과 부드러움의 조화가 엿보인다. 육계가 뾰족하게 솟아 오르고 나발의 머리칼이 굵게 표현된 머리에는 중앙계주(中央髻珠)와 정상계주(頂上髻珠)가 선명하며, 얼굴은 턱이 각지지 않고 곱상하니 동그스럼한 형태에 세련된 필선의 단정한 이목구비로 우아함이 느껴진다.
길게 드리워진 법의(法衣)는 녹색과 적색 위주로 적색 바탕에는 청색 계열의 둥근 꽃무늬가 장식되었으며, 내의(內衣)에도 노랑 바탕에 채운(彩雲)과 함께 떠다니는 꽃무늬를 그려 화려함이 돋보인다. 특히 왼 어깨를 걸쳐 내린 대의 끝 단의‘만다라화’라 일컫는 꽃무늬는 드물게 보는 문양으로 내의 하단의 문양과 함께 그 화려함이 비길 데 없다.
광배는 머리 광배(頭光)와 몸 광배(身光)로 이루어졌는데, 주위로 불꽃무늬(火焰紋)를 넓게 둘러 마치 17-8세기 불화에서 전형적으로 나타나는 키 모양 광배와도 같은 형태이다. 둥근 모양의 머리 광배는 짙은 녹색 바탕에 청·남·황·적·육색 등 다섯 가지 색으로 이루어진 테두리를 둘렀으며, 타원형의 몸 광배는 옥색 바탕에 분홍색과 적색의 모란꽃 무늬와 연꽃 무늬를 가득 그려 넣었다. 그리고 그 바깥으로는 좌우로 각각 14개씩의 금강저(金剛杵)를 두르고 청색·녹색 구슬을 장식하였다.
2구의 보살입상을 포함한 화불(化佛)은 모두 23구로 머리 광배 와 몸 광배 테두리에는 구름대좌(雲座)에 앉은 7구의 좌불이 자리하였으며, 머리 광배 불꽃무늬 바깥쪽 좌우로는 5색 광명을 등에 진 채 구름을 타고 날아오는 듯한 입불상 7구씩이 배치되어 있다. 몸 광배 아래쪽에 그려진 2구의 보살상은 지물(持物)없이 본존을 향하여 합장한 채 서 있는 입상으로 연한 하늘색 바탕의 몸 광배를 지녔다..
그림의 배경은 상·하 2단으로 구분지어 상단에는 녹·적색 색구름(彩雲)을 가득 채운 뒤 구름 사이의 공간을 검게 처리하였으며, 하단은 녹색 바탕에 대각선으로 누은 만(卍)자 무늬를 연속시켜 평면의 화면 속에 입체적 공간감을 부여하고 있음을 알 수 있다. 그림의 흰 바탕 테두리 바깥쪽에는 안에 범자(梵字)를 써 넣은 둥근 무늬 70개가 빙 돌려져 있고, 안쪽은 흰색의 매화점(梅花點)을 찍어 장식하였다.
한편 이 괘불탱화는 복장주머니가 거의 완전하게 남아 있음은 물론 주 머니 속에서 후령통 1구와 조성내용을 밝혀주는‘괘불원문(掛佛願文)’을 비롯 다라니(팔엽다라니 등 4종 4매)와 사리(2과), 씨앗(4종)등이 발견되었는데 이 또한 드문 예로 자료적 가치가 인정된다 하겠다. 그림 하단의‘화기(畵記)’와 복장주머니 발견의‘괘불원문’을 통해 조성시기는 1768년(건륭 33년, 조선 영조 44년)이며, 조성에 참여한 화승은 정일(定一)스님 등 10명임을 알 수 있다..
독존도 형식의 이 괘불탱화는 9미터에 가까운 대형 임에도 불구하고 치밀한 구성에 의한 안정된 구도를 보여줄 뿐만 아니라, 채색, 인물의 형태, 문양 등의 표현이 뛰어나 18세기 괘불탱화 중에서도 수작이라 할 수 있다. 그리고 함께 전해져 오는 복장 주머니를 비롯한 복장유물 등 또한 당시의 조성상황을 알려주는 귀중한 유물로서 자료적 가치가 큰 것으로 평가된다.

## 같이 보기
- 축서사

## 참고 자료
- 축서사괘불탱 - 국가유산청 국가유산포털